# 고든 창
고든 거스리 창(영어: Gordon Guthrie Chang, 중국어: 章家敦, 병음: Zhāng Jiādūn 장자둔[*], 1951년 7월 5일~)은 미국의 기고가, 시사평론가, 변호사이다. 고든 창은 2001년에 출간한 저서 《중국의 몰락》(The Coming Collapse of China)을 통해 유명해졌다.

## 생애
고든 창은 중국인 아버지와 스코틀랜드계 미국인 어머니 사이에서 태어났다. 그는 1973년 코넬 대학교를 졸업하였고, 이후 1976년 코넬 대학교 법학대학원을 졸업하였다.
고든 창은 2001년에 출간한 저서 《중국의 몰락》(The Coming Collapse of China)을 통해 유명해졌는데, 이 책에서 그는 중국 4대 국영 은행의 부실 채권으로 인해 중국의 공산주의 체제가 2011년에 붕괴될 가능성이 높다고 주장하였다.
고든 창은 2006년 코미디 센트럴 채널에서 방송하는 존 스튜어트의 더 데일리 쇼에 출연해 시사 평론을 하였다.
고든 창은 대한민국 문재인 대통령에 대해 매우 비판적인 입장을 견지했으며, 트위터에 "문재인은 북한의 간첩일지도 모른다. 실제로 그렇든 그렇지 않든 우리는 문재인을 간첩으로 간주해야 할 것이다. 문재인은 자유, 민주주의, 대한민국을 전복시키고 있다. 그는 위험하다."라고 하였다.

## 같이 보기
- 중국의 재통일
- 중국분열론(중국어판)